# Superstars V8 Racing
Superstars V8 Racing è un videogioco di gare da corsa basato sulla stagione 2008 delle Superstars Series, disponibile per Xbox 360, PlayStation 3 e Windows. È il primo videogioco di auto prodotto da Milestone da Evolution GT del 2006.

## Piloti
- Gianni Morbidelli;
- Stefano Gabellini;
- Giorgio Sanna;
- Roberto Papini;
- Kristian Ghedina;
- Francesco Ascani;
- Luca Rangoni;
- Massimo Pigoli;
- Leonardo Baccarelli;
- Mauro Cesari;
- Steven Goldstein;
- Alessandro Battaglin;
- Maurizio Strada;
- Fabrizio Fede;
- Ermanno Dionisio;
- Roberto Benedetti;
- Francesco Iorio;
- Sascha Bert;
- María de Villota.

## Auto
- Audi RS4
- Jaguar S-Type R
- BMW M5 E39
- BMW M550i E60
- BMW M3 E90
- BMW M3 E92
- Chrysler 300C SRT8
- Mercedes C63 AMG
- Cadillac CTS-V
- Chevrolet CR8

## Circuiti
- Autodromo Vallelunga;
- Autodromo Internazionale del Mugello;
- Autodromo nazionale di Monza;
- Autodromo di Magione;
- Circuito di Valencia;
- Autodromo Riccardo Paletti;
- Misano World Circuit;
- Adria International Raceway;
- Autódromo Internacional do Algarve;
- Circuito di Kyalami.